# Leonhard Lechner
Leonhard Lechner, Leonardus Lechner Atneses lub Athesmus (ur. około 1550, zm. 9 września 1606 w Stuttgarcie) – niemiecki kompozytor.

## Życiorys
Pochodził z doliny Adygi w Południowym Tyrolu. Od około 1564 do 1568 roku był śpiewakiem kapeli książęcej w Monachium, prowadzonej przez Orlando di Lasso. Następnie do 1570 roku działał w Landshut w kapeli późniejszego księcia Bawarii Wilhelma V. Przed 1575 rokiem osiadł w Norymberdze, gdzie do 1584 roku był nauczycielem pomocniczym w szkole przy kościele św. Wawrzyńca. W 1584 roku dostał angaż na stanowisko kapelmistrza na dworze księcia Eitela Fryderyka w Hohenzollern-Hechingen, jednak na skutek konfliktu wyznaniowego (dwór był katolicki, Lechner był natomiast luteraninem), w 1585 roku porzucił posadę i zbiegł do Tybingi. Od 1585 roku służył na dworze księcia Ludwika III w Stuttgarcie, początkowo jako śpiewak, od 1586 roku nadworny kompozytor, a od 1594 roku kapelmistrz.

## Twórczość
Tworzył zarówno kompozycje religijne, jak i świeckie. W pieśniach sięgał po teksty refleksyjne, biesiadne, myśliwskie, miłosne, opisujące przyrodę i nawiązujące do czasów starożytnych. Kompozycje te mają budowę zwrotkową, niekiedy z refrenem. Posługiwał się swobodną polifonią, imitacja jest niezbyt ścisła i nie występują w niej zazwyczaj wszystkie głosy. W zbiorach Lechnera sąsiadują ze sobą utwory wykorzystujące pełen rejestr głosów wokalnych z utworami tylko na zestaw głosów niższych lub wyższych. 

## Kompozycje
(na podstawie materiałów źródłowych)

### Utwory religijne
- Motectae sacrae ma 4–6 głosów i addita esta in fine motecta na 8 głosów (1575)
- Sanctissimae virginis Mariae canticum, quod vulgo Magnificat inscribitur, secundum octo vulgares tonos na 4 głosy (1578)
- Sacrarum cantionum, liber secundus na 5–6 głosów (1581)
- Liber missarum... adjunctis aliquot introitibus in praecipua festa, ab Adventu Domini usque ad festum Sanctissimae Trinitatis na 5–6 głosów (1584)
- Septum psalmi poenitantiales... additis aliis quisbusdam piis cantionibus na 6 i więcej głosów (1587)
- Historia der Passion und Leidens Christi na 4 głosy (1593)

### Utwory świeckie
- Neu teutsche Lieder, nach art der welschen Villanellen gantz kurtzweilig zu singen, auch auff allerley Saytenspil zu gebrauchen na 3 głosy (1576)
- Der ander Theyl neuer teutscher Lieder, nach art der welschen Villanellen na 3 głosy (1577)
- Neue teutsche Lieder na 4–5 głosów (1577)
- Neue teutsche Lieder, erstlich durch... Jacobum Regnart... componirt mit drey Stimmen, nach art der welschen Villanellen, jetzund aber... mit funff Stimmen gesetzet... con alchuni madrigali in lingua Italiana na 5 głosów (1579)
- Neue teutsche Lieder na 4–5 głosów (1582)
- Neue lustige teutsche Lieder nach art der welschen Canzonen na 4 głosy (1586)
- Neue geistliche und weltliche teutsche Lieder na 4–5 głosów (1589)